# Tim Mason
Pour les articles homonymes, voir Mason.
Tim Mason est un joueur de boulengrain canadien né le 16 septembre 1974 à Penetanguishene en Ontario. Il a été 2 fois sacré champion du Canada, 1 fois champion d'Amérique du Nord. Il a été membre de l'équipe du Canada lors de la coupe du monde de 2006 en Australie et remplaçant dans l'équipe pour les Jeux du Commonwealth de 2010. Tim Mason était auparavant un joueur professionnel de hockey. Il a été nommé Athlète de l'année en Colombie-Britannique. Tim Mason a re-popularisé le boulingrin dans son pays natal, le Canada.

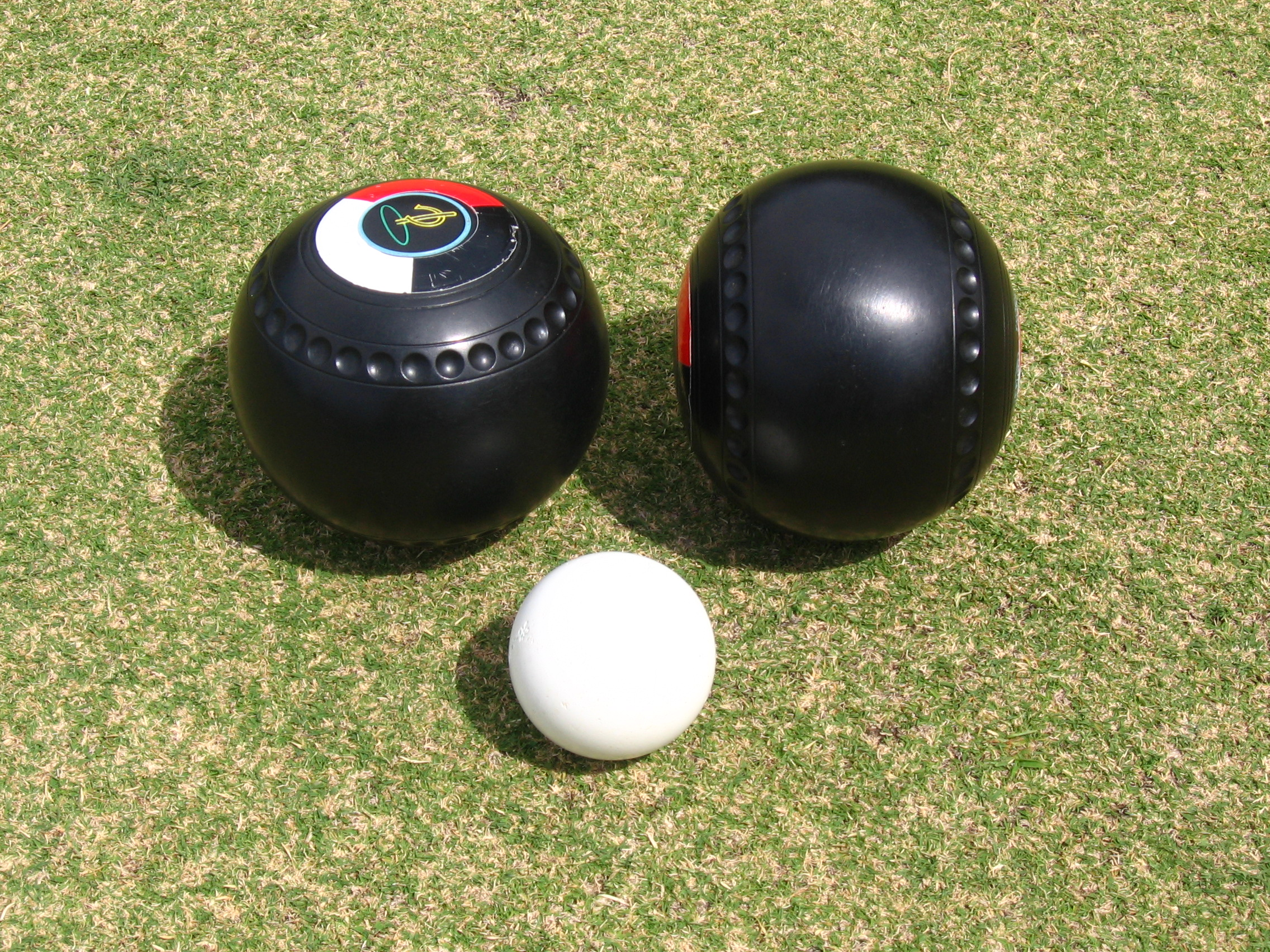
Boules et cochonnet de boulingrin